# الکزندرا (آریزونا)
الکساندرا، اریزونا (به انگلیسی: Alexandra, Arizona) یک شهر متروکه در ایالات متحده آمریکا است که در آریزونا واقع شده‌است.

## خصوصیات
الکساندرا ۰ نفر جمعیت دارد.